# Jekaterina Wladimirowna Bolotowa
Jekaterina Wladimirowna Bolotowa (russisch Екатерина Владимировна Болотова, englische Transkription Ekaterina Bolotova; * 12. Dezember 1992; verheiratete Jekaterina Malkowa) ist eine russische Badmintonspielerin.

## Karriere
Jekaterina Bolotowa qualifizierte sich 2012 und 2014 für die Badminton-Europameisterschaften. 2013 siegte sie bei den Lithuanian International. National gewann sie 2014 Silber im Dameneinzel und Bronze im Damendoppel.